# Les Aventures extraordinaires d'un apprenti détective
Pour plus de détails, voir Fiche technique et Distribution.
Les Aventures extraordinaires d'un apprenti détective (The Adventurer: The Curse of the Midas Box) est un film d'aventure britannico-espagnol de Jonathan Newman sorti en 2013.

## Synopsis
Dans l'Angleterre victorienne, le jeune Mariah Mundi (Barnard) s'associe avec un aventurier (Sheen) pour retrouver sa famille kidnappée par le mystérieux Otto Luger (Neill)...

## Fiche technique
- Titre original : The Adventurer: The Curse of the Midas Box
- Titre français : Les Aventures extraordinaires d'un apprenti détective
- Titre québécois : La malédiction du roi Midas
- Réalisation : Jonathan Newman
- Scénario : Matthew Huffman, Gavin Scott, Christian Taylor, John R. Smith et Rob Sprackling d'après le roman de G.P. Taylor
- Direction artistique : James Lewis
- Décors : Jonathan Houlding et Justin Warburton-Brown
- Costumes : Annie Hardinge
- Montage : David Gallart et Bernat Vilaplana
- Musique : Fernando Velázquez
- Photographie : Unax Mendía
- Son :
- Production : Peter Bevan, Ibon Cormenzana, Ignasi Estapé et Karl Richards
- Sociétés de production : Arcadia Motion Pictures et Entertainment Motion Pictures
- Sociétés de distribution :
- Budget : 35 000 000£ (25 000 000$)
- Pays d’origine :  Royaume-Uni,  Espagne
- Langue originale : anglais
- Format  : Couleur - 35 mm - 2.35:1 -  Son Dolby numérique - Auro 11.1 by Barco
- Genre : Film d'aventure
- Durée : 100 minutes
- Dates de sortie
  - Royaume-Uni : 2013
  - France : 12 mars 2014 (directement sorti en DVD)

## Distribution
- Aneurin Barnard (VF : Julien Bouanich) : Mariah Mundi
- Michael Sheen (VF : William Coryn) : le capitaine Will Charity
- Sam Neill (VF : Hervé Bellon) : Otto Luger
- Ioan Gruffudd (VF : Cédric Dumond) : Charles Mundi
- Keeley Hawes (VF : Isabelle Maudet) : Catherine Mundi
- Lena Headey (VF : Laurence Bréheret) : Monica
- Xavier Atkins (VF : Thomas Sagols) : Felix Mundi
- Mella Carron (VF : Delphine Rivière) : Sacha
- Brian Nickels (VF : Michel Voletti) : Grimm
- Vincenzo Pellegrino : Grendel
- Oliver Stark (VF : Arthur Pestel) : Glocky
- Tristan Gemmill (VF : Mathieu Buscatto) : Isambard Black
- Daniel Wilde (VF : Thierry D'Armor) : Cleavy
- Rupert Holliday Evans (VF : Éric Missoffe) : le concierge de l'hôtel
- Walles Hamonde (VF : Arthur Pestel) : l'employé égyptien
- Antony Gabriel (VF : Michel Voletti) : Theatre Compare

 Source et légende : version française (VF) sur RS Doublage et selon le carton du doublage français sur le DVD zone 2.